# Герб комуни Катрінегольм
Герб комуни Катрінегольм (швед. Katrineholms kommunvapen) — символ шведської адміністративно-територіальної одиниці місцевого самоврядування комуни Катрінегольм.

## Історія
Герб міста Катрінегольм отримав королівське затвердження 1918 року. 
Після адміністративно-територіальної реформи, проведеної в Швеції на початку 1970-х років, муніципальні герби стали використовуватися лишень комунами. Тому тепер цей герб представляє комуну Катрінегольм, а не місто. Герб комуни зареєстровано 1974 року. 

## Опис (блазон)
У червоному полі золотий перекинутий вилоподібний хрест, праворуч від нього — кадуцей, ліворуч — молоток, а внизу — геральдична троянда, всі золоті. 

## Зміст
Вилоподібний хрест символізує Катрінегольм як залізничний вузол, з якого йдуть важливі шляхи у південному, східному та західному напрямку, що стало передумовою для розвитку міста. Кадуцей, молоток і троянда уособлюють торгівлю, промисловість та садівництво.